# L'Alovesc
Lalovesc (en francès Lalouvesc) és un municipi francès situat al departament de l'Ardecha i a la regió d'Alvèrnia-Roine-Alps. L'any 2007 tenia 489 habitants.

## Demografia

### Població
El 2007 la població de fet de Lalouvesc era de 489 persones. Hi havia 172 famílies de les quals 64 eren unipersonals (28 homes vivint sols i 36 dones vivint soles), 44 parelles sense fills, 52 parelles amb fills i 12 famílies monoparentals amb fills.
La població ha evolucionat segons el següent gràfic:
Habitants censats

### Habitatges
El 2007 hi havia 443 habitatges, 174 eren l'habitatge principal de la família, 227 eren segones residències i 42 estaven desocupats. 288 eren cases i 146 eren apartaments. Dels 174 habitatges principals, 121 estaven ocupats pels seus propietaris, 46 estaven llogats i ocupats pels llogaters i 7 estaven cedits a títol gratuït; 4 tenien una cambra, 14 en tenien dues, 31 en tenien tres, 49 en tenien quatre i 76 en tenien cinc o més. 87 habitatges disposaven pel capbaix d'una plaça de pàrquing. A 76 habitatges hi havia un automòbil i a 57 n'hi havia dos o més.

### Piràmide de població
La piràmide de població per edats i sexe el 2009 era:
| Homes | Edats   | Dones |
| ----- | ------- | ----- |
| 0     | 95 o +  | 8     |
| 0     | 90 a 94 | 8     |
| 16    | 85 a 89 | 20    |
| 4     | 80 a 84 | 4     |
| 28    | 75 a 79 | 24    |
| 16    | 70 a 74 | 40    |
| 20    | 65 a 69 | 0     |
| 8     | 60 a 64 | 8     |
| 16    | 55 a 59 | 4     |
| 24    | 50 a 54 | 20    |
| 8     | 45 a 49 | 12    |
| 4     | 40 a 44 | 8     |
| 24    | 35 a 39 | 8     |
| 16    | 30 a 34 | 36    |
| 4     | 25 a 29 | 0     |
| 0     | 20 a 24 | 4     |
| 20    | 15 a 19 | 8     |
| 12    | 10 a 14 | 12    |
| 32    | 5 a 9   | 4     |
| 12    | 0 a 4   | 8     |

## Economia
El 2007 la població en edat de treballar era de 258 persones, 171 eren actives i 87 eren inactives. De les 171 persones actives 157 estaven ocupades (81 homes i 76 dones) i 14 estaven aturades (5 homes i 9 dones). De les 87 persones inactives 38 estaven jubilades, 23 estaven estudiant i 26 estaven classificades com a «altres inactius».

### Ingressos
El 2009 a Lalouvesc hi havia 182 unitats fiscals que integraven 395 persones, la mediana anual d'ingressos fiscals per persona era de 13.174 €.

### Activitats econòmiques
Dels 44 establiments que hi havia el 2007, 2 eren d'empreses alimentàries, 1 d'una empresa de fabricació de material elèctric, 1 d'una empresa de fabricació d'altres productes industrials, 7 d'empreses de construcció, 10 d'empreses de comerç i reparació d'automòbils, 1 d'una empresa de transport, 14 d'empreses d'hostatgeria i restauració, 1 d'una empresa financera, 4 d'entitats de l'administració pública i 3 d'empreses classificades com a «altres activitats de serveis».
Dels 10 establiments de servei als particulars que hi havia el 2009, 1 era una oficina de correu, 2 paletes, 1 guixaire pintor, 1 fusteria, 1 lampisteria, 1 electricista, 2 perruqueries i 1 restaurant.
Dels 5 establiments comercials que hi havia el 2009, 1 era una botiga de més de 120 m², 2 fleques, 1 una fleca i 1 una botiga de roba.
L'any 2000 a Lalouvesc hi havia 9 explotacions agrícoles que ocupaven un total de 132 hectàrees.

## Equipaments sanitaris i escolars
L'únic equipament sanitari que hi havia el 2009 era una farmàcia.
El 2009 hi havia una escola elemental.

## Poblacions més properes
El següent diagrama mostra les poblacions més properes.